# Pulo Tanjong
Pulo Tanjong is een bestuurslaag in het regentschap Pidie van de provincie Atjeh, Indonesië. Pulo Tanjong telt 374 inwoners (volkstelling 2010).